# Phacelia perityloides
Phacelia perityloides är en strävbladig växtart som beskrevs av Frederick Vernon Coville. Phacelia perityloides ingår i Faceliasläktet som ingår i familjen strävbladiga växter. Inga underarter finns listade i Catalogue of Life.